# Monte Carlo Masters 2003
Il Monte Carlo Masters 2003  è stato un torneo di tennis giocato sulla terra rossa. 
È stata la 96ª edizione del Monte Carlo Masters, che faceva parte della categoria ATP Masters Series nell'ambito dell'ATP Tour 2003.
Si è giocato al Monte Carlo Country Club di Roquebrune-Cap-Martin in Francia vicino a Monte Carlo,
dal 14 al 21 aprile 2003.

## Campioni

### Singolare
Juan Carlos Ferrero ha battuto in finale  Guillermo Coria con l punteggio di 6–2, 6–2.

### Doppio
Mahesh Bhupathi /  Maks Mirny hanno battuto in finale  Michaël Llodra /  Fabrice Santoro con il punteggio di 4–6, 7–5, 6–2.